# قدم أنبوبية

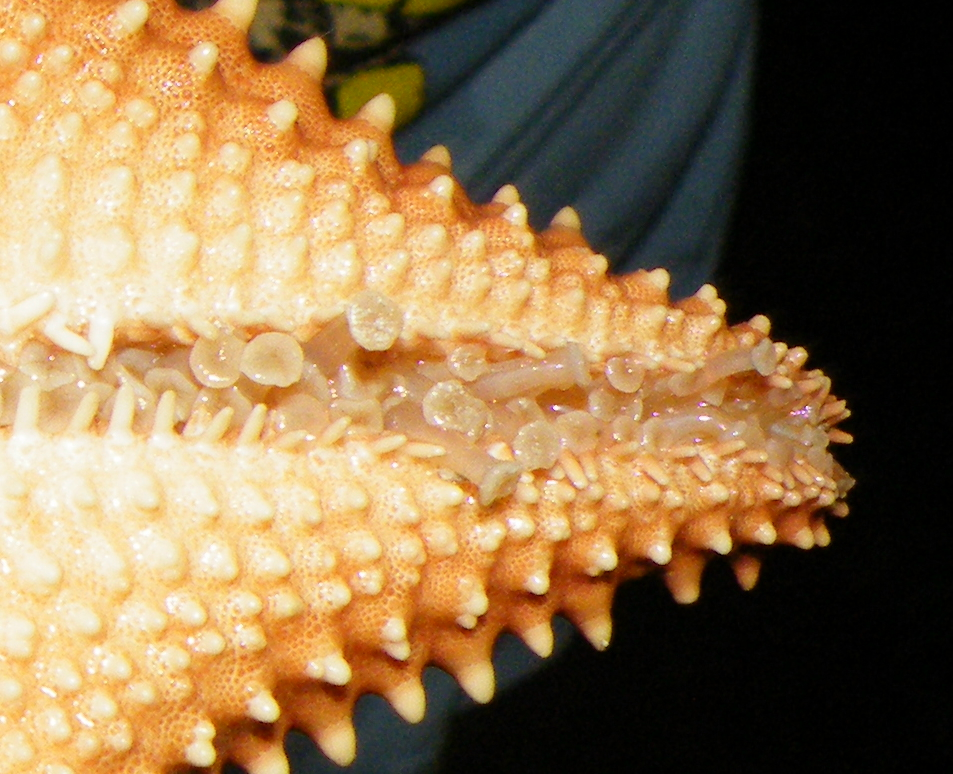
القدم الأنبوبية.

القدم الأنبوبية (بالإنجليزية: Tube feet)‏، هي قنوات دقيقة مستعرضة تنتهي بتراكيب إصبعية تتفرع من القنوات الشعاعية في شوكيات الجلد، وهي جزء من النظام المائي الوعائي الذي هو صفة مميزة لهذه الشعبة. وهي لها دور في التغذية والحركة والتنفس.